# Amerikanische Gesandtschaft (Tanger)

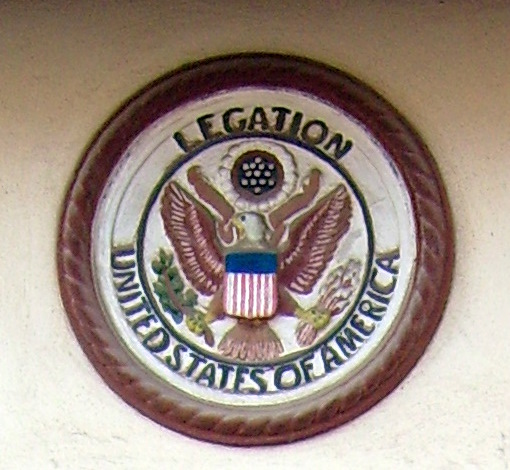
Das Siegel der Vereinigten Staaten über dem Eingang der Gesandtschaft

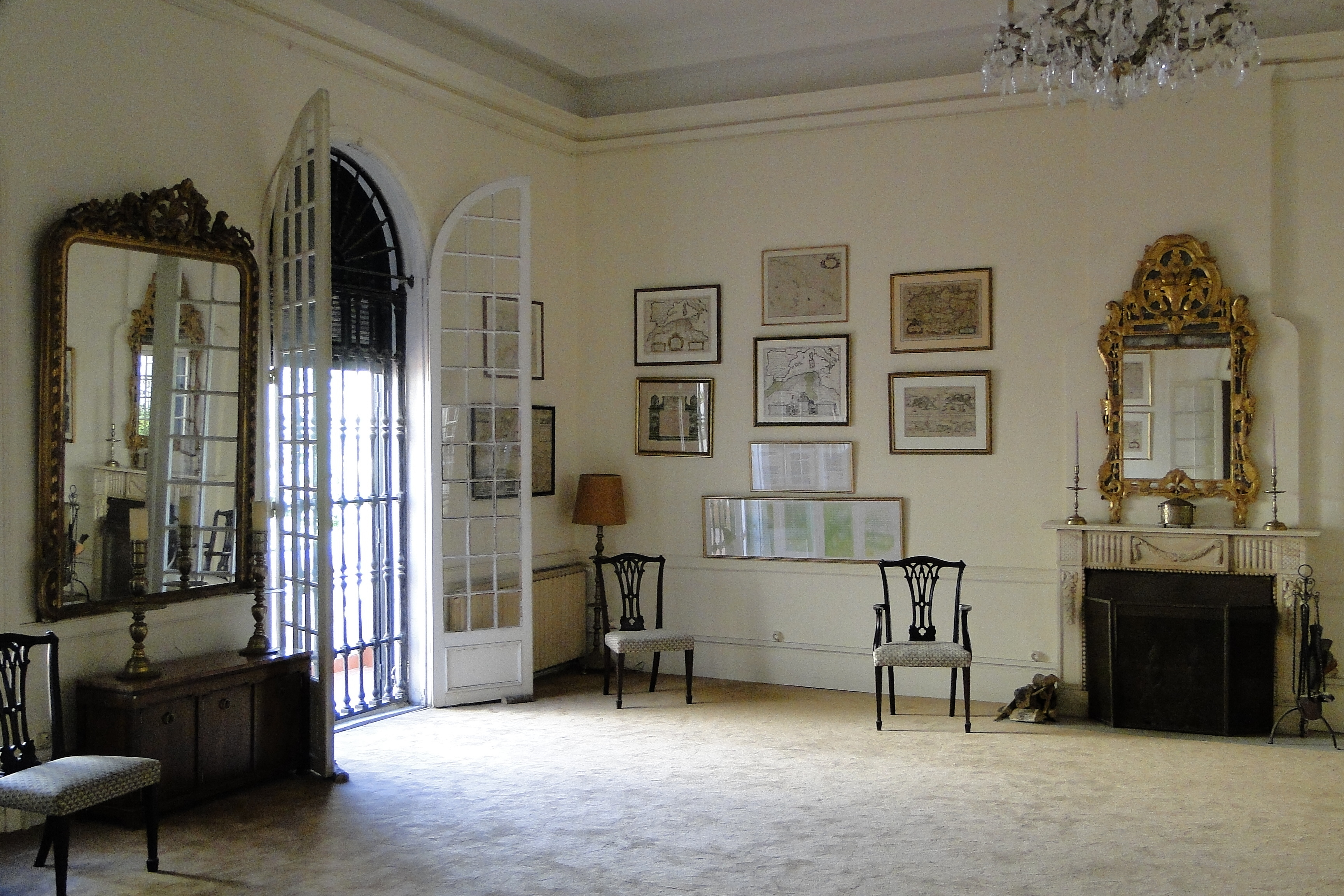
Empfangsraum mit historischem Mobiliar

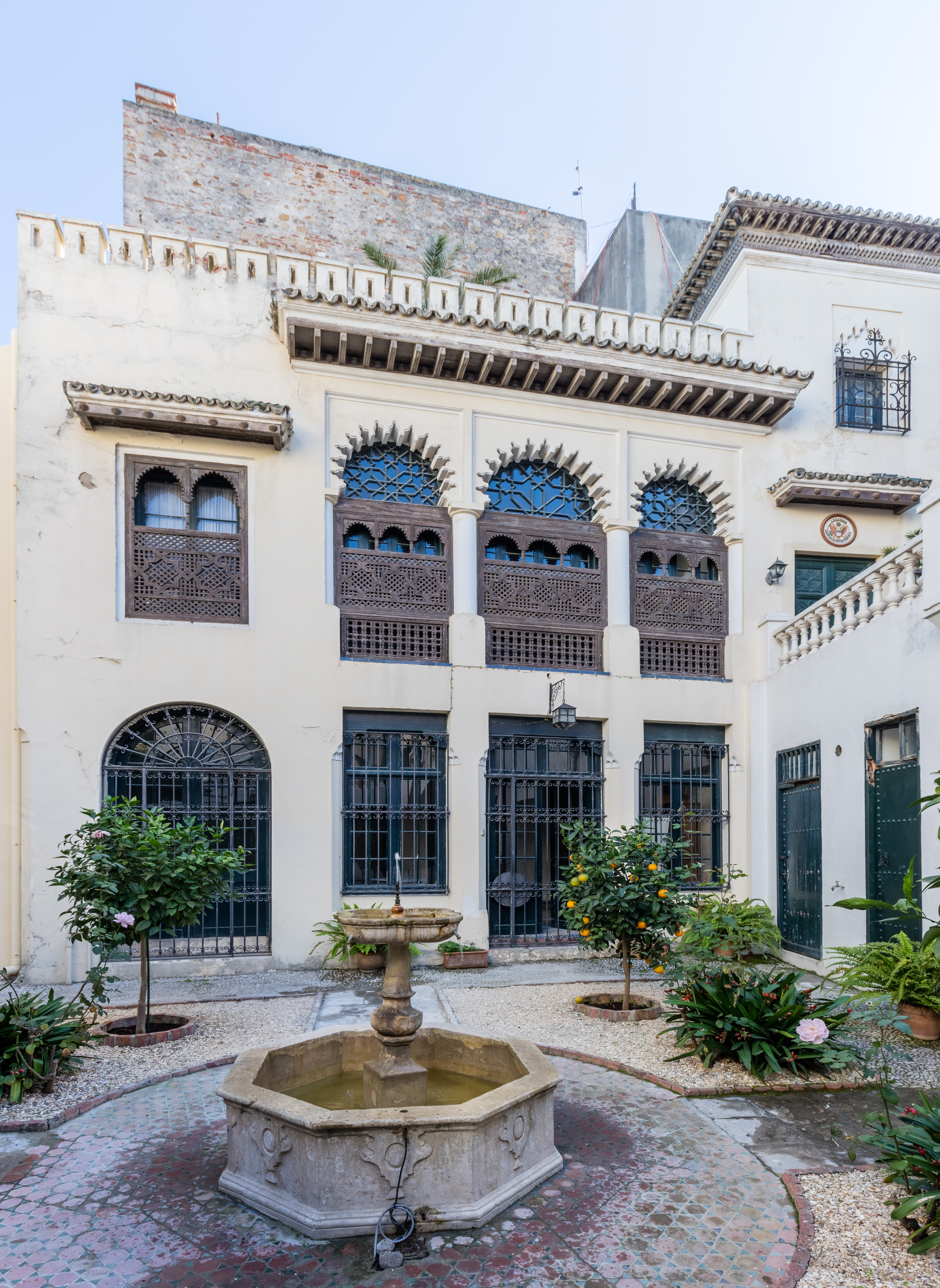
Innenhof der Gesandtschaft

Als Amerikanische Gesandtschaft wird ein Gebäude in der Medina der Stadt Tanger in Marokko bezeichnet. Es war das erste offizielle Gebäude, das die Vereinigten Staaten im Ausland erwarben. Es beherbergte 140 Jahre lang, von 1821 bis 1961, die diplomatische Vertretung der USA in Marokko. Das Gebäude steht auch symbolisch für den Moroccan-American Treaty of Friendship von 1783, den längsten ungebrochenen Freundschaftsvertrag der USA mit einem anderen Staat. Am 8. Januar 1981 wurde das Gebäude in das National Register of Historic Places aufgenommen und Ende 1982 vom amerikanischen Innenminister James G. Watt als National Historic Landmark eingestuft. Es war das erste und bisher einzige Mal, dass ein Gebäude im Ausland in diese Listen aufgenommen wurde. Die Einstufung beruht auf der langen Geschichte der diplomatischen Vertretung an diesem Ort.

## Geschichte
Sultan Mulai Muhammad erkannte im Dezember 1777 als erster Repräsentant eines Landes die USA nach ihrer Erklärung der Unabhängigkeit faktisch an. Nur etwa 20 Jahre später eröffnete George Washington eine erste diplomatische Vertretung in Tanger, um amerikanischen Bürgern eine sichere Passage in den Mittelmeerraum zu ermöglichen. 1821 schenkte Sultan Mulai Sulaiman den Vereinigten Staaten schließlich das als amerikanische Gesandtschaft bezeichnete Gebäude. Es liegt in der Rue d’Amérique in der südlichen Medina. Das Bauwerk besteht aus Natursteinmauerwerk und Lehmziegeln, weist zwei Stockwerke auf und ist im maurischen Stil mit üppigen Stuckaturen geschmückt. Es wurde mehrfach um einige Zimmer erweitert und schließlich 1920 um mehrere an der Straße angrenzende Gebäudeflügel ergänzt, wodurch es auf seine heutige Größe kommt.
Während des Zweiten Weltkriegs waren Diplomaten in der Gesandtschaft an Planungen für die als Operation Torch bekannte alliierte Invasion im November 1942 in Nordafrika beteiligt. Ein Bild der damaligen Atmosphäre in Tanger, geprägt von Spionage und Intrigen, liefert der Film Casablanca. Nach der erfolgreichen Invasion in Nordafrika trafen sich Präsident Franklin Roosevelt und der britische Premierminister Winston Churchill im Januar 1943 in Casablanca, um über die Zukunft des Krieges zu beratschlagen. Mit dem Ende des spanisch-französischen Protektorats im Jahr 1956 zogen alle diplomatischen Vertretungen von Tanger nach Rabat. Das Gebäude wurde eine Zeit lang als Lehranstalt benutzt, bevor es 1976 in ein Museum umgewandelt wurde. Heute befindet sich in diesem Gebäude das Tangier American Legation Institute for Moroccan Studies (TALIM), welches an die kulturellen und diplomatischen Beziehungen zwischen den Vereinigten Staaten und Marokko erinnert. Weiterhin beherbergt es ein Museum und eine Bibliothek sowie Ausstellungsräume mit Arbeiten von Paul Bowles.